# كلوريد البزموت
كلوريد البزموت هو مركب كيميائي له الصيغة BiCl3، ويكون على شكل بلورات بيضاء، تتسيل لدى التماس مع الهواء، ولها رائحة  غاز كلوريد الهيدروجين.

## الخواص
- لدى تماس مركب كلوريد البزموت مع الماء تحدث عملية حلمهة له، ويتشكل لدينا راسب من مركب كلوريد أكسيد البزموت، الذي يكون على شكل مسحوق بلوري أبيض صعب الانصهار ، عالي الكثافة 7.7 غ/سم3، لا ينحل في الماء، لكنه ينحل في الحموض مثل حمض كلور الماء وحمض النتريك.

- ينحل مركب كلوريد البزموت في الإيثانول الخالي من الماء، وفي الأسيتون.

## التحضير
يحضر مركب كلوريد البزموت من التفاعل المباشر للعناصر المكونة له الكلور والبزموت حسب المعادلة

## الاستخدامات
يستخدم مركب كلوريد البزموت في تحضير مركبات البزموت الأخرى.